# 厄普约翰双羟基化反应
厄普约翰双羟基化反应（英語：Upjohn dihydroxylation），由美国Upjohn公司的V. VanRheenen、R·C·凯利和D. Y. Cha在1976年发展。
烯烃在四氧化锇作为催化剂、NMO作再氧化剂的条件下，转化为相应的顺式邻二醇。
此反应避免了使用有毒且昂贵的计量锇试剂。反应缺点是所需反应时间有时较长、邻二醇在反应条件下易被继续氧化为邻二酮，以及产率较类似的夏普莱斯不对称双羟基化反应为低。

## 改进法
沃伦等：套用夏普莱斯不对称双羟基化反应的条件，用无手性的奎宁环代替其中的手性配体。